# Лозовка (Алтайский край)
Лозовка — упразднённое село в Славгородском районе Алтайского края. Точная дата упразднения не установлена.

## История
Основано в 1909 г. В 1928 г. посёлок Лозовки состоял из 98 хозяйств, центр Лозовского сельсовета Славгородского района Славгородского округа Сибирского края.

## Население
В 1928 году в посёлке проживало 488 человек (239 мужчин и 249 женщин), основное население — украинцы.